# Batalla de Montjuic (1641)
La batalla de Montjuic tuvo lugar el 26 de enero de 1641, seis meses más tarde del alzamiento campesino conocido como Corpus de Sangre el (7 de junio de 1640), contra los soldados de los Habsburgo alojados en Cataluña. La batalla inició la guerra de los Segadores, que duró diecinueve años.
Tras la proclama de Pau Claris el 17 de enero de 1641, y a causa del regreso de las tropas de Felipe IV para retomar el poder en Cataluña tras las revueltas de los segadores, Pau Claris decide nombrar el 23 de enero de 1641 al rey de Francia, Luis XIII de Borbón, nuevo Conde de Barcelona (Luis I, 1641-1643), con lo que Cataluña pasa a estar bajo la completa autoridad del monarca francés, que ve en ello una opción única para prosperar en su lucha contra los Habsburgo (Felipe IV).
Las tropas imperiales atacaron Barcelona con una primera embestida contra la montaña de Montjuic, pero la milicia gremial de la ciudad junto con los contingentes franceses, formados estos por los regimientos Enghien, Espenan y Serignan más otros 1000 jinetes que regresaban de Tarragona, consiguieron repeler el ataque. Las tropas francesas apoyadas por las milicias catalanas pasaron a la ofensiva y los tercios comenzaron la retirada. Con ello, este territorio entra también en la guerra de los Treinta Años. Cataluña seguirá hasta 1652, fecha de la finalización de la contienda en este territorio, bajo la Corona Francesa de Luis XIV, Conde de Barcelona con el nombre de Luis II (1643-1652), aunque bajo la Regencia del Cardenal Mazarino, pues el monarca contaba con 5 años de edad.

## Antecedentes
Durante la primavera de 1640, Francesc de Tamarit fue encarcelado, acusado de no facilitar las levas y los alojamientos. Los campesinos rebelados entraron en Barcelona el 22 de mayo y le pusieron en libertad. El 7 de junio del mismo año, durante la sublevación de Cataluña, grupos de segadores entraron de nuevo en la ciudad y el virrey de Cataluña, Dalmau III de Queralt, fue asesinado.
En septiembre, el ejército de Felipe IV, formado por 22.000 infantes y 3.500 caballos y comandado por el Marqués de los Vélez, ocupó Tortosa. En diciembre, después de la batalla de Cambrils, Fajardo avanzó hacia Barcelona. Luego de que Roger de Bossost, el barón de Espenan, rindiese la ciudad de Tarragona y pactase la retirada de las tropas francesas (1200 infantes y 800 caballos), los sublevados fueron derrotados por las tropas reales en Martorell, encontrándose éstas a las puertas de Barcelona.

## Orden de batalla

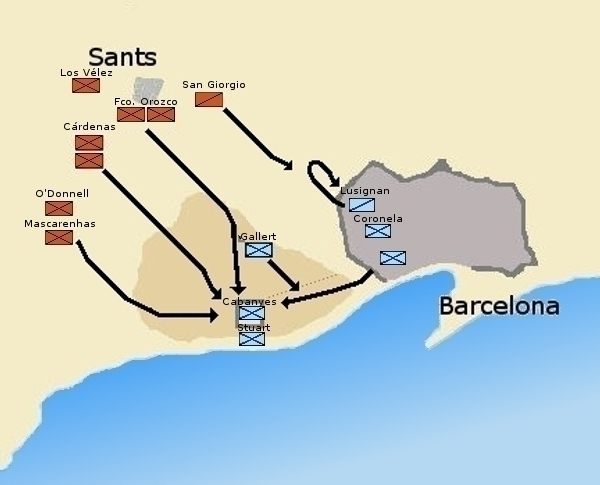
La batalla de Montjuïc de 1641.

El ejército enviado por Felipe IV había salido a campaña con 23 000 hombres, 3100 caballos y 24 piezas con 250 artilleros (Melo IV, 20):
Vanguardia al mando de Torrecusa con: 
un batallón de caballería (Duque de San Jorge) con 500 caballos, 3 regimientos de infantería (Guardias Reales o Conde-Duque de Olivares) (Coronel Fernando de Ribera), De los Vélez (Coronel Gonzalo Fajardo), el del Maestre de Campo Martín de los Arcos (español), conde de Oropesa, 2 Tercios españoles (Castilla, Provincia de Guipúzcoa) y el Tercio Irlandés de Tyrconnel (nombrado Tyron o Tirol en las crónicas españolas o catalanas). 
Batalla al mando del marqués de los Vélez: 
100 caballeros al mando del capitán de lanzas españolas Alonso Gaytan como escolta del Marqués, Un Trozo de caballería al mando de D. Álvaro de Quiñones con caballería de las Órdenes (600 hombres) y otro al mando del comisario general de caballería ligera Filangieri, 1 Tercio Viejo (Pedro de La Saca), los regimientos de infantería del Duque de Medinaceli (teniente coronel Martín de Azlor), Duque de Infantado (Tte. coronel Iñigo de Mendoza), Gran Prior de Castilla (Tte. coronel Diego Guardiola), Marqués de Morata (Tte. coronel Luis Gerónimo de Contreras), Duque de Pastrana (Tte. Coronel Pedro de Cañaveral) y de Sesa), y dos Tercios españoles comandados por D. Alonso de Calatayud y D. Diego de Toledo.
Retaguardia con las 24 piezas de artillería, el hospital y el bagaje: 
Un tercio de los Presidios de Portugal (Maestre de Campo Tomas Mesia de Acevedo), un Tercio Viejo de Fernando de Tejada, un Tercio Valón (Maestre de Campo De Isinguien), un Tercio portugués (Maestre de Campo Simón Mascarenhas) y algunas compañías sueltas italianas. 500 caballos de las Órdenes al mando de Rodrigo de Herrera, Comisario General, y algunas compañías sueltas a los lados del bagaje.
Guarnecían Montjuic 9 compañías de milicianos, parte del Tercio de Santa Eulalia, el capitán Cabañas con 200 miqueletes y 300 soldados viejos franceses (Melo V, 79 o 14 compañías según Parets) con 8 pedreros de bronce para tirar balas de mosquetería (Parets, MHE nº22, Cap. 90 p.53).
Durante la batalla acudieron a Montjuic toda la caballería de Barcelona (600 o 900 caballos, entre ellos la compañía de Borell) y 2000 peones. (Diario de las Guerras de Cataluña en MHE nº22 p. 352)
La caballería francesa, dirigida por Henri Robert de Serignan, se desplegó en la llanura para atacar las posiciones españolas. Aubigny se situó en la montaña de Montjuic con franceses y catalanes, mientras Miquel Torrelles dirigiría la Coronelía de Barcelona y el resto de las fuerzas catalanas para defender la ciudad. En la ermita de Santa Madrona se encontraron las tropas de Gallert y Valencia.
Pedro Fajardo optó por atacar Barcelona rápidamente para evitar los posibles refuerzos que pudieran llegar desde el interior, atacando por Montjuïc, donde el ejército se habría de apostar y abastecerse por mar. Con esto evitaba los peligros que le podían aguardar en la sierra de Collserola, y eludir un ataque directo dirigido por el duque de San Giorgio contra el portal de Sant Antoni con el grueso de la caballería y la artillería y una parte de la infantería.

## La batalla

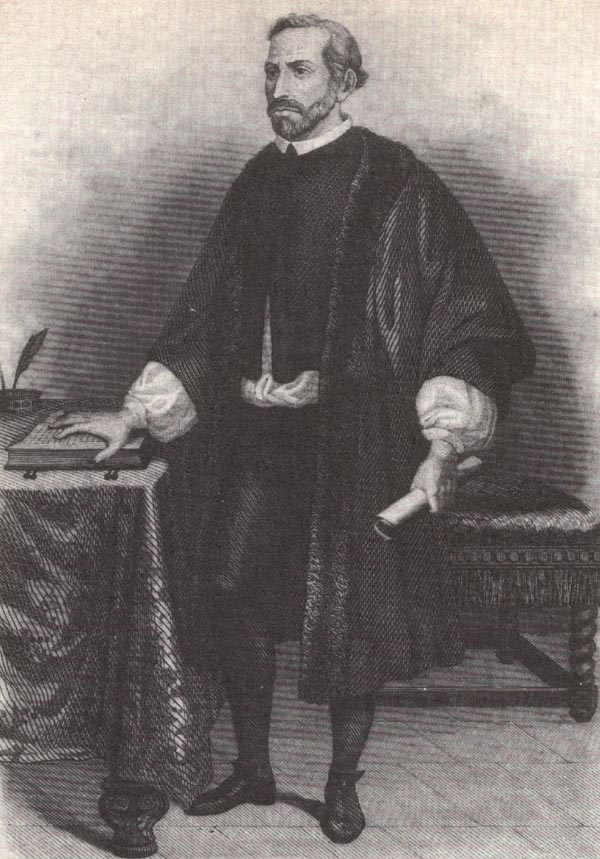
Pau Claris i Casademunt (Barcelona, 1586-1641).

El asalto a Montjuic partió de tres puntos: los tercios de Mascarenhas y el irlandés de Tyconnel (Bartolomé Berto, conde de Tyconnel) desde el Llobregat; los tercios de Diego de Cárdenas Lusón desde Sants y, finalmente, desde la Cruz Cubierta, los dos tercios mandados por el marqués de Mortara. Este último se dirigió a la ermita de Santa Madrona para cortar el camino entre la ciudad y Montjuic, donde se retiraron los catalanes para instalarse en el camino atrincherado de Montjuic para proteger las municiones y los refuerzos.
El resto del ejército con la caballería de las Órdenes se quedó al pie de la montaña (Marimón).
Cuando las primeras tropas reales llegaron a la cima de la montaña, muchos catalanes huyeron excepto una compañía que hizo frente al ataque, diezmando a los atacantes y eliminando a los oficiales.
Defendían Montjuic tan solo unos 600 infantes además de la caballería según la Crónica, bastantes más según Melo.
Henri Robert de Serignan enfrentó con la caballería (algo menos de 500 soldados que formaban parte de las compañías de José d'Ardena i Sabastida, José Galceran de Pinós y de Perapertusa, el capitán Borell; catalanas, de Emmanuel d'Aux mixta y las francesas de los Messieurs de Fonteralles, Bridoire, Guidane, Chevallier de Sage, de Halle) a los atacantes en la muralla para flanquearlos por la Cruz Cubierta. Este ataque fue respondido por una carga de la caballería realista, que provocó la retirada catalana al interior de la fortificación, pero con el coste de quedarse sin munición, de manera que quedaron al alcance del fuego proveniente de las murallas y, a continuación, fueron cargados por los coraceros franceses.
A las tres de la tarde, los españoles intentaron un nuevo ataque en masa, pero la falta de escalas para subir a las murallas y el fuego catalán provocaron su retirada hasta Sants.
Las bajas no se conocen con exactitud, puesto que varían según la fuente: más de 300 muertos y otros tantos heridos (Marimón) o más de 1.500 infantes muertos y de caballería incontables según la Crònica Exemplaria. Los franco-catalanes capturaron 11 (Melo V, 153) o 13 banderas (Crònica) de las 19 que perdió el ejército. En cuanto a las bajas catalanas fueron 32 muertos; 10 o 12 de ellos de la compañía de la Coronela de los «Esteves» (Compañía de los basters, llauners, armers y courers) y otros tantos infantes heridos y 10 muertos y 12 heridos en la caballería (Crònica).

## Consecuencias
A la mañana siguiente, el ejército real abandonó Sants y huyó hacia Martorell, abandonando las piezas de artillería, para luego marchar hasta Tarragona. Al cabo de 7 días el ejército llegó a Tarragona con 16 000 hombres y 2500 caballos.
Pau Claris murió un mes después de la batalla, y las nuevas autoridades no pudieron parar los excesos de los lugartenientes franceses. La inevitable intervención francesa convirtió a Cataluña en un frente más de la guerra de los Treinta Años, que enfrentó a la monarquía española de los Habsburgo y a la monarquía francesa por la lucha de la hegemonía en Europa.